# Journal of Manipulative and Physiological Therapeutics
Journal of Manipulative and Physiological Therapeutics é uma revista que publica artigos sobre artigos originais, relatos de casos, resumos em revistas, comentários e opiniões de novas mídias.